# Plesionika fimbriata
Plesionika fimbriata är en kräftdjursart som beskrevs av Fenner A. Chace 1985. Plesionika fimbriata ingår i släktet Plesionika och familjen Pandalidae. Inga underarter finns listade i Catalogue of Life.